# 沃爾努希內
48°20′50″N 39°16′48″E / 48.34722°N 39.28000°E
沃爾努希内（烏克蘭語：Волнухине）是位於烏克蘭東部的村莊，由盧甘斯克州卢甘斯克区的盧圖希內市鎮負責管轄。該村始建於1904年，面積7.37平方公里，海拔高度154米，2001年人口259，人口密度每平方公里35.1人。